# Rousskaïa Pravda

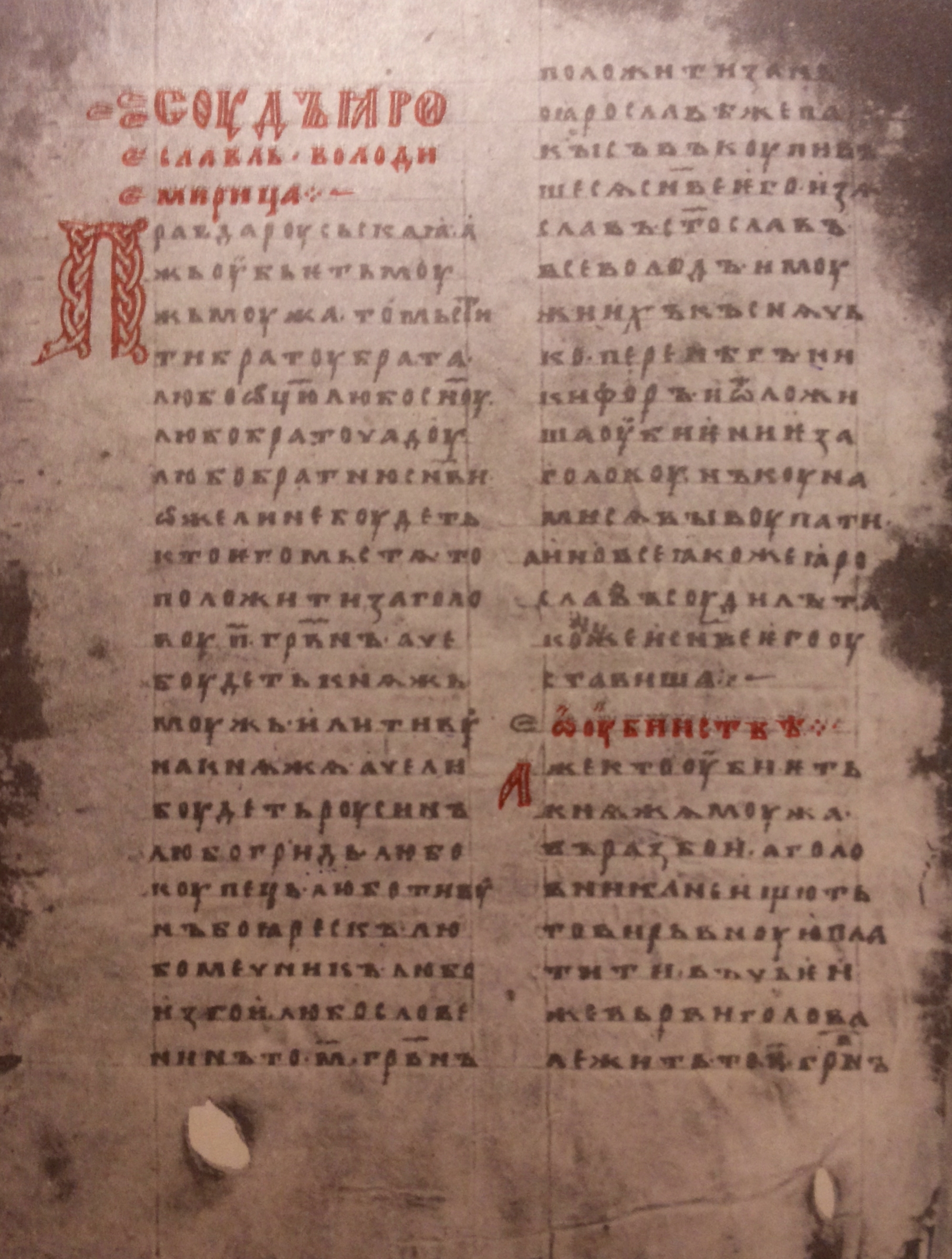
Page de la Rousskaïa Pravda d'un recueil synodal, fin du XIIIe siècle.

La Rousskaïa Pravda (russe : Ру́сская Пра́вда, ukrainien : Руська Правда, biélorusse : Руская Праўда  ou en vieux russe правда роусьская, où правда a le sens de droit), ou Loi rus', est un recueil de lois de la Rus' de Kiev datant de diverses périodes en commençant par 1016 et lié à Iaroslav le Sage. C'est un ensemble de trois documents en vieux slave oriental que l'on connaît par des copies datées du XIIIe au XVIIe siècle.
La version « courte » est reproduite dans la Première chronique de Novgorod, dans des manuscrits du XVe siècle. Elle comporte 43 articles, rassemblés en trois parties inégales : la Loi de Iaroslav (première moitié du XIe siècle), la Loi des fils de Yaroslav et le code des amendes et redevances.
La version « longue » est insérée dans un recueil de lois de la deuxième moitié du XIIIe siècle.
La version « abrégée » nous est parvenue dans des copies du XVIIe siècle. 
L'ensemble a été publié pour la première fois dans la deuxième moitié du XVIIIe siècle. Le texte, souvent difficile à établir, autorise parfois des interprétations divergentes.